# Zofia Czaplińska

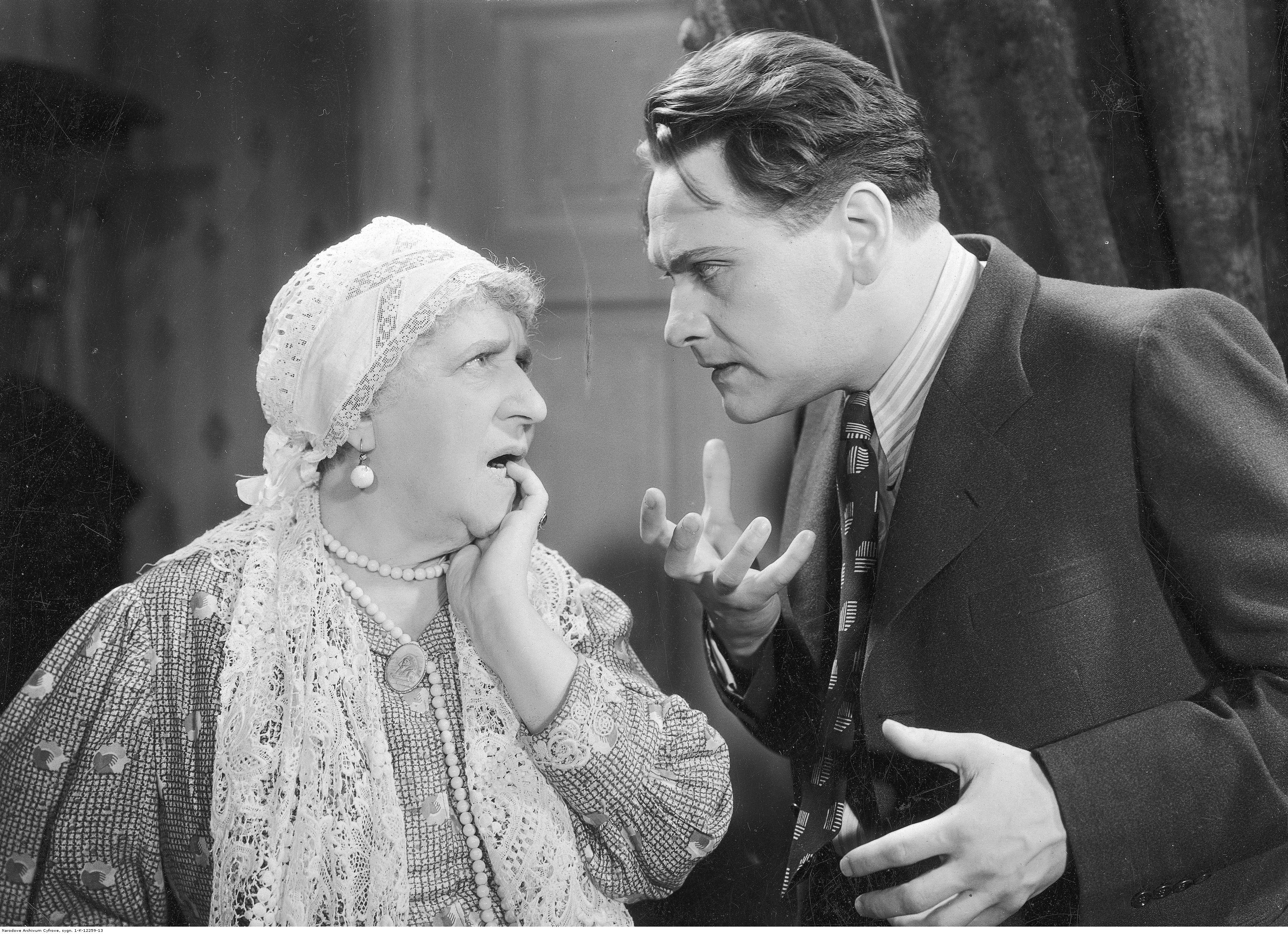
Zofia Czaplińska i Eugeniusz Bodo w scenie z filmu Czy Lucyna to dziewczyna? (1934)

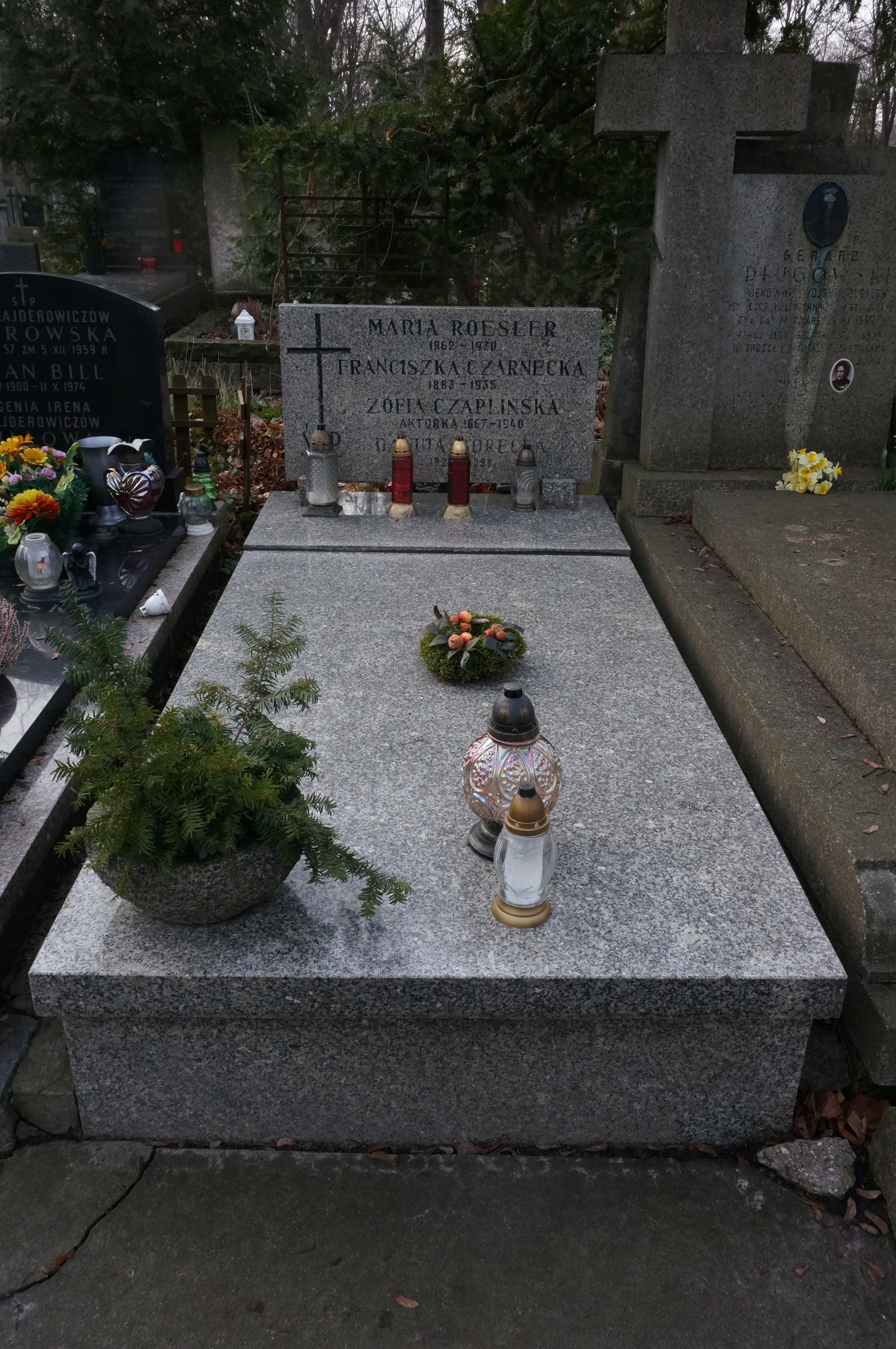
Grób Zofii Czaplińskiej na cmentarzu Powązkowskim

Zofia Czaplińska (ur. 28 września 1866 w Warszawie, zm. 27 grudnia 1940 tamże) – polska aktorka teatralna i filmowa, tancerka.

## Życiorys
Córka Jana i Marii. Jako dziecko tańczyła od ok. 1879 na scenie warszawskiej. Od 1883 była aktorką teatralną w Warszawie, Lwowie, Krakowie, Łodzi, Poznaniu. Ponadto występowała w filmach.
Została pochowana na cmentarzu Powązkowskim w Warszawie (kwatera 247-3-9).

## Ordery i odznaczenia
- Złoty Krzyż Zasługi (9 listopada 1931)[2]
- Srebrny Wawrzyn Akademicki (5 listopada 1938)[3][4]

## Teatr
- 1906: Aszantka (Teatr Miejski we Lwowie)

## Filmografia
- 1926: O czem się nie myśli − gospodyni
- 1928: Dzikuska − matka Leskiego
- 1933: 10% dla mnie − Patyk-Rossignol, właścicielka pensjonatu
- 1934: Czy Lucyna to dziewczyna? − Małgosia, niania Lucyny
- 1935: Dwie Joasie − Janowa, gosposia Rostalskiego
- 1938: Moi rodzice rozwodzą się − Urszula Prędowska, babcia Stasi